# Cerkiew Opieki Matki Boskiej w Nowosielcach
Cerkiew Opieki Matki Boskiej w Nowosielcach – nieistniejąca cerkiew greckokatolicka w Nowosielcach.
Świątynia została wybudowana w latach 1894–1895. W tym czasie proboszczami parafii byli: ks. Mikołaj Iwanowski (1870–1895), ks. Antoni Menciński (1896–1908), ks. Teodor Kusajło (1908–1925), ks. Stefan Menciński (1927–1944).
W 1924 przy cerkwi została wybudowana drewniana plebania, a w 1935 budynki zostały odrestaurowane.
Po dwóch stronach budynku powstał stary cmentarz greckokatolicki. Z jednej strony ustanowiono grobowiec rodziny Gniewoszów, w którym pochowano ok. 40 przedstawicieli tego rodu.
Podczas II wojny światowej cerkiew uległa zniszczeniu. W 1957 cerkiew została wysadzona i rozebrana.
W 2013 w miejscu nieistniejącej cerkwi został ustanowiony kamień pamiątkowy upamiętniający członków rodziny Gniewoszów pochowanych w tym miejscu. Fundatorem pomnika był jego brat, Antoni Gniewosz.